# جان كارسون
جان كارسون (بالإنجليزية: Jean Carson) هي ممثلة أمريكية، ولدت في 28 فبراير 1923 في تشارلستون في الولايات المتحدة، وتوفيت في 2 نوفمبر 2005 في بالم سبرينغس في الولايات المتحدة بسبب سكتة. من الجوائز التي نالتها جائزة المسرح العالمي سنة 1949.

## أعمال

### أفلام
- (1968) الحفلة
- (1977) اضحك مع ديك وجين

## جوائز
- جائزة المسرح العالمي (1949)

## وصلات خارجية
- جان كارسون على موقع IMDb (الإنجليزية)
- جان كارسون على موقع قاعدة بيانات برودواي على الإنترنت (الإنجليزية)
- جان كارسون على موقع إن إن دي بي (الإنجليزية)
- جان كارسون على موقع قاعدة بيانات الفيلم (الإنجليزية)